# 石佛寺镇 (山阳县)
石佛寺镇，是中华人民共和国陕西省商洛市山阳县一个已撤销的乡级行政区，2015年，陕西省民政厅批复同意撤销石佛寺镇，将其所辖的石佛寺社区居委会、黄泥河村、太阳关村、碾子坪村划归西照川镇，板庙村、康家坪村划归漫川关镇。